# Escut de Corbins

Escut oficial de Corbins

L'escut oficial de Corbins té el següent blasonament:
Escut caironat: d'argent, un cor de gules acostat de 2 rams de sinople passats en sautor a la punta i somats cadascun d'un corb de sable picant el cor. Per timbre una corona mural de poble.

## Història
Va ser aprovat el 30 d'octubre de 1992 i publicat al DOGC el 13 de novembre del mateix any amb el número 1669.
Armes doblement parlants referides al nom del poble: la localitat representa tradicionalment, en els seus segells municipals, dos petits corbs (o "corbins") que piquen d'un cor, tot voltat de dues branques d'arbre. L'estudi per fixar els elements i la forma actual fou realitzat per Armand de Fluvià i Escorsa en 1987.